# Laurent Mekies
Laurent Mekies (Tours, Centro-Valle del Loira, Francia; 28 de abril de 1977) es un ingeniero francés que trabajaba como subdirector de equipo. Es el actual CEO de Red Bull Racing, reemplazando a Christian Horner.

## Carrera
Laurent Mekies se licenció en ingeniería mecánica en la ESTACA de París y completó su último año de estudios en Loughborough University (Reino Unido), reconocida por formar a ingenieros de élite para la Fórmula 1. Durante sus estudios realizó una pasantía en 2000 con el equipo Signature en la Fórmula 3, lo que le abrió la puerta a Asiatech como ingeniero de motores al suministrar este los propulsores de Arrows en 2001.
En 2002 se incorporó a Minardi como ingeniero de carrera, trabajando directamente en pista con pilotos como Mark Webber, Justin Wilson, Zsolt Baumgartner y Christijan Albers. A fines de 2005, tras la adquisición de Minardi por Red Bull y su relanzamiento como Toro Rosso, Mekies fue ascendido a chief engineer, asumiendo la responsabilidad de las operaciones técnicas en Faenza.
En octubre de 2014 se trasladó a la FIA como Director de Seguridad, supervisando los aspectos médicos y técnicos en todos los campeonatos de la FIA y liderando la investigación, pruebas y homologación del dispositivo halo, que sería obligatorio en la temporada 2018 de Fórmula 1 y series inferiores. En 2017 fue nombrado Subdirector de Carrera de la Fórmula 1 en la FIA, colaborando estrechamente con Charlie Whiting en la aplicación de la normativa deportiva y la gestión operativa de los Grandes Premios.
En septiembre de 2018 fichó por la Scuderia Ferrari como Sporting Director, reportando a Mattia Binotto. Desde 2019 lideró el departamento de Track & Performance, optimizando la estrategia de neumáticos y el análisis de telemetría en tiempo real. En enero de 2021 fue ascendido a Deputy Team Principal & Racing Director de Ferrari, gestionando tanto la ingeniería de carrera como las operaciones de equipo hasta julio de 2023, cuando Ferrari anunció su salida y Diego Ioverno asumió sus funciones de Sporting Director.
El 1 de enero de 2024 empezó su etapa como Team Principal de RB Formula One Team (antiguo Scuderia AlphaTauri), sucediendo a Franz Tost. Desde entonces encabeza la reestructuración técnica y deportiva del equipo, con el objetivo de elevarlo a la zona media-alta de la parrilla y consolidar una cantera de jóvenes pilotos bajo la órbita Red Bull.
El 9 de julio de 2025, Red Bull GmbH anunció de forma sorpresiva la destitución de Christian Horner —tras casi veinte años al frente de la escudería— y el nombramiento de Laurent Mekies como nuevo Team principal y CEO de Red Bull Racing. Esta decisión, impulsada por el CEO de Proyectos Corporativos Oliver Mintzlaff y el asesor Helmut Marko, responde a la necesidad de imprimir un estilo de dirección más técnico y colaborativo, en contraposición al liderazgo mediático y fuertemente centralizado que caracterizó la era Horner. Mekies, que afrontó su primer Gran Premio en Spa con la responsabilidad de coordinar tanto la estrategia deportiva como las operaciones de desarrollo, subrayó su compromiso de “mantener viva la energía y la pasión de Red Bull” al tiempo que trabaja en la creación de nuevas ventajas competitivas de cara a los cambios reglamentarios de 2026 . Por su parte, Max Verstappen, cuatro veces campeón mundial, ofreció públicamente su respaldo al nuevo liderazgo y resaltó la importancia de conservar un ambiente de equipo positivo durante esta etapa de transición, convencido de que Mekies sabrá consolidar el excelente trabajo de sus predecesores sin perder el espíritu innovador que define a la escudería .